# Рудник при Радомљах
Рудник при Радомљах (словен. Rudnik pri Radomljah) је насељено место у општини Камник, Средњесловенска регија, Словенија.

## Историја
До територијалне реорганизације у Словенији био је у саставу старе општине Камник.

## Становништво
У попису становништва из 2011. године, Рудник при Радомљах је имао 53 становника.
| Број становника према пописима | Број становника према пописима | Број становника према пописима |
| ------------------------------ | ------------------------------ | ------------------------------ |
| 1991                           | 2002                           | 2011                           |
| 41                             | 50                             | 53                             |

Напомена: До 1955. исказивано под именом Рудник. Године 2006. умањено за део насеља који је припојен насељу Волчји Поток.